# 花石崖镇
花石崖镇，是中华人民共和国陕西省榆林市神木市下辖的一个乡镇级行政单位。

## 行政区划
花石崖镇下辖以下地区：
花石崖村、大坪村、马家湾村、任家山村、西阳沟村、常胜湾村、郭家畔村、高兴庄村、任念功村、高念文村、苏怀村、王家洼村、胡家塔村、后何村、阳崖沟村、南沟村、大庄村、丰水村、前谢村、王家峁村、火连峁村、刘家沟村、前申沟村、冯家地村、西沟村、东沟村、郄家坬村和汉则沟村。